# Felix Gottwald
Felix Gottwald (Zell am See, 13 de enero de 1976) es un deportista austríaco que compitió en esquí en la modalidad de combinada nórdica; tres veces campeón olímpico y tres veces campéon mundial.

## Trayectoria
Participó en cinco Juegos Olímpicos de Invierno, entre los años 1994 y 2010, obteniendo en total siete medallas: tres de bronce en Salt Lake City 2002, en las pruebas de velocidad, individual y por equipo (junto con Christoph Bieler, Michael Gruber y Mario Stecher); tres en Turín 2006, oro en velocidad y por equipo (con Michael Gruber, Christoph Bieler y Mario Stecher) y plata en la prueba individual, y una de oro en Vancouver 2010, en la prueba por equipo (con Bernhard Gruber, Mario Stecher y David Kreiner).
Ganó once medallas en el Campeonato Mundial de Esquí Nórdico entre los años 1997 y 2011.
En 2001 recibió la Condecoración de Honor de Oro de la Orden al Mérito de la República de Austria y en 2006 la Gran Condecoración de Honor de la Orden al Mérito de la República de Austria. En 2003 fue galardonado con la Medalla Holmenkollen.
Estudió Periodismo Deportivo en la Universidad de Salzburgo. Fue nombrado embajador de la fundación Laureus.

## Palmarés internacional
| Juegos Olímpicos   | Juegos Olímpicos                | Juegos Olímpicos  | Juegos Olímpicos         |
| Año                | Lugar                           | Medalla           | Prueba                   |
| ------------------ | ------------------------------- | ----------------- | ------------------------ |
| 2002               | Salt Lake City (Estados Unidos) | Medalla de bronce | 7,5 km velocidad         |
| 2002               | Salt Lake City (Estados Unidos) | Medalla de bronce | 15 km individual         |
| 2002               | Salt Lake City (Estados Unidos) | Medalla de bronce | TN + 4 × 5 km por equipo |
| 2006               | Turín (Italia)                  | Medalla de oro    | 7,5 km velocidad         |
| 2006               | Turín (Italia)                  | Medalla de oro    | TN + 4 × 5 km por equipo |
| 2006               | Turín (Italia)                  | Medalla de plata  | 15 km individual         |
| 2010               | Vancouver (Canadá)              | Medalla de oro    | TN + 4 × 5 km por equipo |
| Campeonato Mundial |                                 |                   |                          |
| Año                | Lugar                           | Medalla           | Prueba                   |
| 1997               | Trondheim (Noruega)             | Medalla de bronce | TN + 4 × 5 km por equipo |
| 2001               | Lahti (Finlandia)               | Medalla de plata  | TN + 4 × 5 km por equipo |
| 2001               | Lahti (Finlandia)               | Medalla de bronce | TN + 15 km individual    |
| 2003               | Val di Fiemme (Italia)          | Medalla de oro    | TN + 4 × 5 km por equipo |
| 2003               | Val di Fiemme (Italia)          | Medalla de plata  | TN + 15 km individual    |
| 2003               | Val di Fiemme (Italia)          | Medalla de bronce | TG + 7,5 km velocidad    |
| 2005               | Oberstdorf (Alemania)           | Medalla de bronce | TN + 15 km individual    |
| 2005               | Oberstdorf (Alemania)           | Medalla de bronce | TN + 4 × 5 km por equipo |
| 2011               | Oslo (Noruega)                  | Medalla de oro    | TN + 4 × 5 km por equipo |
| 2011               | Oslo (Noruega)                  | Medalla de oro    | TG + 4 × 5 km por equipo |
| 2011               | Oslo (Noruega)                  | Medalla de bronce | TN + 10 km individual    |